# Нурудинов, Руслан Шамильевич

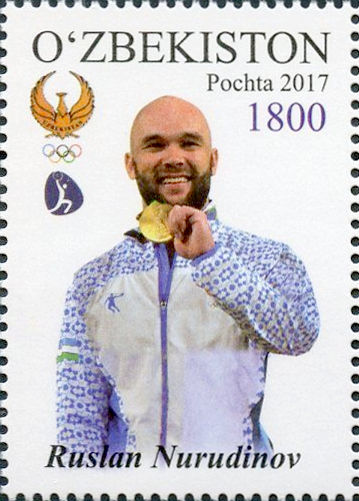
На памятной почтовой марке Узбекистана, 2017

Русла́н Шами́льевич Нуруди́нов (тат. Ruslan Şamil ulı Nurudinov, Руслан Шамил улы Нурудинов; узб. Ruslan Shamil'evich Nurudinov; род. 24 ноября 1991) — узбекский тяжелоатлет, выступающий в весовой категории до 105 кг, олимпийский чемпион 2016 года, трёхкратный чемпион мира 2013, 2022 и 2024 годов, чемпион Азиатских игр 2018, двукратный чемпион Азии. По национальности татарин.

## Биография
Руслан родился в семье Шамиля и Гульчехры Нурудиновых. Отец — водитель, мать — врач.

## Спортивная карьера
Высшее достижение Руслана — победа на Олимпийских играх 2016 года в Рио-де-Жанейро.
На чемпионате мира 2013 года в Польше Нурудинов впервые стал чемпионом мира, уверенно выиграв рывок (190 кг) и толчок (235 кг). И в сумме двоеборья взял большую золотую медаль с результатом 425 кг.
В 2014 году на чемпионате мира в Алматы Руслан Нурудинов в бескомпромиссной борьбе за первое место с казахстанским и российским штангистами бьет мировой рекорд в толчке — 239 кг, затем россиянин Давид Беджанян возвращает себе высшее мировое достижение — 240 кг, и наконец, казахстанец Илья Ильин устанавливает окончательный мировой рекорд в толчке — 242 кг. В итоге узбекский атлет первый в рывке (193 кг), третий в толчке (239 кг) и в сумме двоеборья занимает второе место (432 кг).
На летних Олимпийских играх 2016 в Рио-де-Жанейро Нурудинов в отсутствии дисквалифицированного Ильина выиграл рывок (194 кг), установил олимпийский рекорд в толчке (237 кг) и с большим отрывом завоевал большую золотую медаль с суммой двоеборья 431 кг.
В начале ноября 2018 года на чемпионате мира в Ашхабаде узбекский спортсмен в новой весовой категории до 109 кг провалил выступление в рывке, не взяв начальный вес 188 кг. Но в толчке сумел выиграть малую бронзовую медаль с весом на штанге 227 кг. Для получения большой бронзовой медали в сумме ему достаточно было вырвать штангу весом 177 кг.
На чемпионате мира 2022 года в Боготе, в Колумбии в категории до 109 кг завоевал чемпионский титул по сумме двух упражнений с результатом 397 кг, также в его копилке обе малые золотые медали. На чемпионате Азии 2023 года в южнокорейском Чинджу по сумме двух упражнений с результатом 405 кг завоевал чемпионский титул.
В Саудовской Аравии, где состоялся Чемпионат мира по тяжёлой атлетике 2023 года, узбекский спортсмен в категории до 109 кг завоевал серебряную медаль чемпионата мира с результатом 407 кг по сумме двух упражнений. Малая золотая медаль в толчке также досталась ему.
В декабре 2024 года в Манаме, на чемпионате мира, в весовой категории до 109 кг стал чемпионом с результатом 424 кг. В упражнении толчок поднял 242 кг, что стало мировым рекордом.

### Результаты выступлений
| Год  | Соревнование     | Место проведения | Весовая категория | Рывок  | Толчок | Сумма двоеборья | Место |
| 2010 | Чемпионат мира   | Анталья          | до 85 кг          | 165 кг | 197 кг | 362 кг          | 10    |
| 2010 | Азиатские игры   | Гуанчжоу         | до 94 кг          | 170 кг | 209 кг | 379 кг          | 5     |
| 2011 | Чемпионат Азии   | Тунлин           | до 94 кг          | 160 кг | 200 кг | 360 кг          | 5     |
| 2011 | Чемпионат мира   | Париж            | до 94 кг          | 177 кг | 221 кг | 398 кг          | 5     |
| 2012 | Чемпионат Азии   | Пхёнтхэк         | до 105 кг         | 184 кг | 220 кг | 404 кг          | 1     |
| 2012 | Олимпийские игры | Лондон           | до 105 кг         | 184 кг | 220 кг | 404 кг          | DSQ   |
| 2013 | Чемпионат Азии   | Астана           | до 105 кг         | 190 кг | 230 кг | 420 кг          | 1     |
| 2013 | Универсиада      | Казань           | до 105 кг         | 190 кг | 222 кг | 412 кг          | 1     |
| 2013 | Чемпионат мира   | Вроцлав          | до 105 кг         | 190 кг | 235 кг | 425 кг          | 1     |
| 2014 | Чемпионат мира   | Алматы           | до 105 кг         | 193 кг | 239 кг | 432 кг          | 2     |
| 2016 | Олимпийские игры | Рио-де-Жанейро   | до 105 кг         | 194 кг | 237 кг | 431 кг          | 1     |
| 2018 | Чемпионат мира   | Ашхабад          | до 109 кг         | —      | 227 кг | —               | —     |
| 2021 | Чемпионат Азии   | Ташкент          | до 109 кг         | 188 кг | 241 кг | 429 кг          | 1     |
| 2021 | Чемпионат мира   | Ташкент          | до 109 кг         | 185 кг | 236 кг | 421 кг          | 2     |
| 2022 | Чемпионат мира   | Богота           | до 109 кг         | 177 кг | 220 кг | 397 кг          | 1     |
| 2023 | Чемпионат Азии   | Чинджу           | до 109 кг         | 177 кг | 228 кг | 405 кг          | 1     |
| 2023 | Чемпионат мира   | Эр-Рияд          | до 109 кг         | 180 кг | 227 кг | 407 кг          | 2     |
| 2024 | Чемпионат мира   | Манама           | до 109 кг         | 182 кг | 242 кг | 424 кг          | 1     |

## Допинг
22 декабря 2018 года пресс-служба IWF опубликовала результаты перепроверки допинг-пробы спортсмена, взятой на Олимпиаде—2012 в Лондоне. В пробе атлета был обнаружен туринабол. Спортсмен временно отстранён от соревнований.
В конце мая 2019 года Спортивный арбитражный суд (CAS) признал Руслана Нурудинова виновным в нарушении антидопинговых правил на Олимпиаде—2012. Олимпийские достижения тяжелоатлета, включая баллы, будут аннулированы, медали и призы конфискованы. Дело спортсмена передадут в Международную федерацию тяжелой атлетики (IWF) для последующих мер.